# Nam-myoho-renge-kyo
Nam-myoho-renge-kyo (jap. 南無妙法蓮華經 Namu Myōhō Renge Kyō) er et buddhistisk mantra afsløret af den japanske munk Nichiren Daishonin (1222-1282). Ifølge ham vil recitation af mantraet med front mod mandalaen Gohonzon fremkalde den iboende buddhatilstand, som alle mennesker besidder.
'Nam' er et sanskritord, der kan oversættes til 'hengive'.
'Myoho' kan oversættes til 'den mystiske lov'
'Renge' kan oversættes til 'årsag eller virkning' eller 'lotusblomst'.
'Kyo' kan oversættes til 'vibration' eller 'sutra'.
Nam-myoho-renge-kyo kan derfor samlet oversættes til 'Jeg hengiver mig til den mystiske lov om årsag og virkning gennem vibration'.
I Danmark praktiserer og udbreder SGI-Danmark Nichiren Daishonins Buddhisme.